# The Yeezus Tour

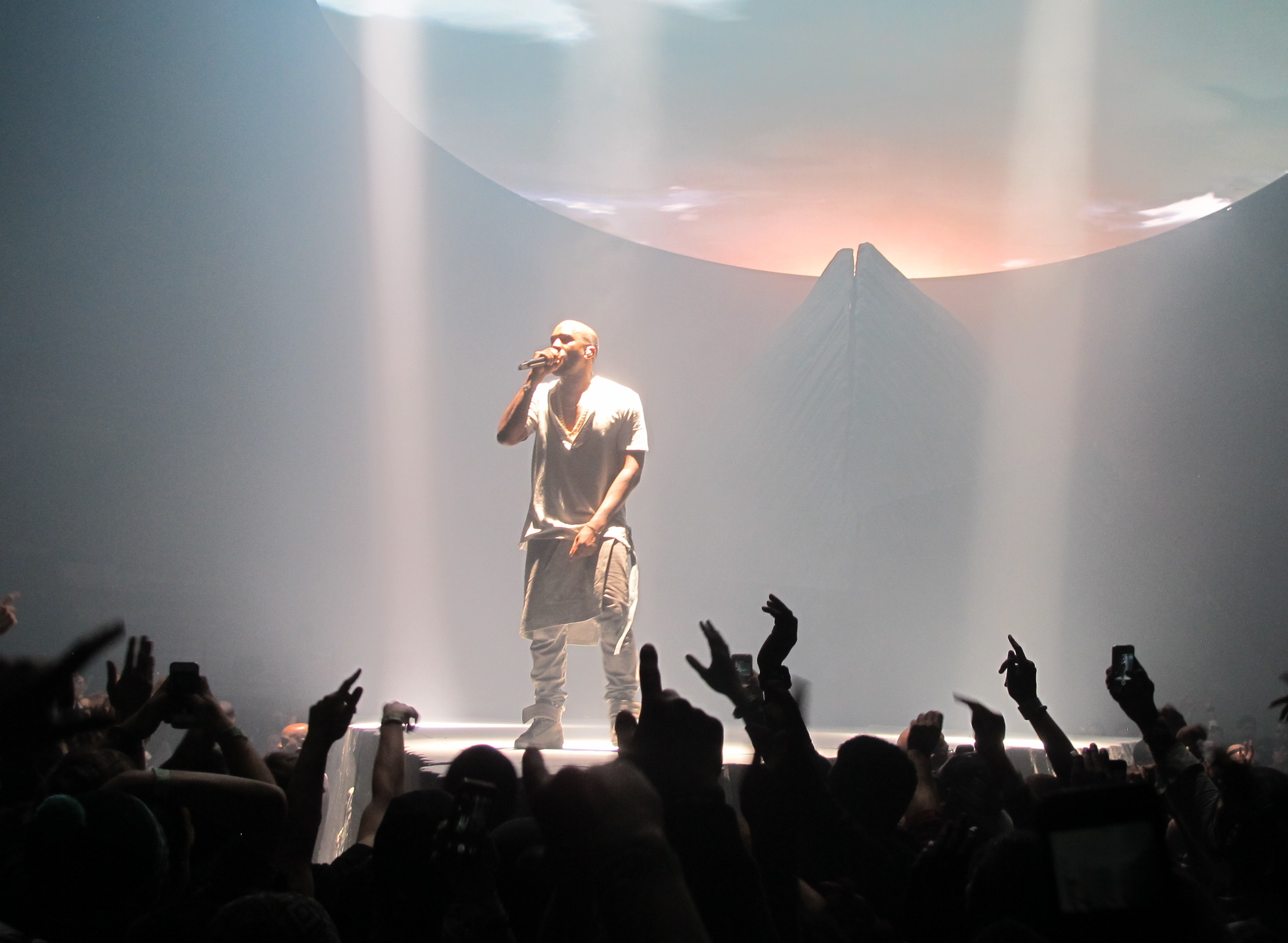
Kanye West in Yeezus Tour, 2013.

The Yeezus Tour es una gira de conciertos llevados a cabo por el rapero estadounidense Kanye West, para promocionar su sexto álbum de estudio Yeezus.

## Lista de temas
1. "On Sight"
2. "New Slaves"
3. "Send It Up"
4. "Mercy"
5. "Power"
6. "Cold"
7. "I Don't Like"
8. "Clique"
9. "Black Skinhead"
10. "I Am a God"
11. "Can't Tell Me Nothing"
12. "Coldest Winter"
13. "Hold My Liquor"
14. "I'm in It"
15. "Guilt Trip"
16. "Heartless"
17. "Blood on the Leaves"
18. "Lost in the World"
19. "Runaway"
20. "Street Lights"
21. "Stronger"
22. "Through the Wire"
23. "Jesus Walks"
24. "Diamonds From Sierra Leone"
25. "Flashing Lights"
26. "All of the Lights"
27. "Good Life"
28. "Bound 2"

## Lista de Shows
| Fecha                    | Ciudad           | País           | Lugar                             | Acto de apertura                  | Audiencia         | Recaudación     |
| Norteamérica             | Norteamérica     | Norteamérica   | Norteamérica                      | Norteamérica                      | Norteamérica      | Norteamérica    |
| ------------------------ | ---------------- | -------------- | --------------------------------- | --------------------------------- | ----------------- | --------------- |
| 19 de octubre de 2013    | Seattle          | Estados Unidos | Key Arena                         | Kendrick Lamar                    | 10,759 / 10,759   | $832,947        |
| 22 de octubre de 2013    | San Jose         | Estados Unidos | SAP Center at San Jose            | Kendrick Lamar E-40               | 10,557 / 10,557   | $670,603        |
| 23 de octubre de 2013    | Oakland          | Estados Unidos | Oracle Arena                      | Kendrick Lamar                    | 11,779 / 11,779   | $820,540        |
| 25 de octubre de 2013    | Las Vegas        | Estados Unidos | MGM Grand Garden Arena            | Pusha T Travis Scott              | 10,183 / 10,183   | $748,055        |
| 26 de octubre de 2013    | Los Ángeles      | Estados Unidos | Staples Center                    | Kendrick Lamar                    | 28,332 / 28,332   | $2,875,505      |
| 28 de octubre de 2013    | Los Ángeles      | Estados Unidos | Staples Center                    | Kendrick Lamar                    | 28,332 / 28,332   | $2,875,505      |
| 16 de noviembre de 2013  | Philadelphia     | Estados Unidos | Wells Fargo Center                | Kendrick Lamar                    | n/a               | n/a             |
| 17 de noviembre de 2013  | Boston           | Estados Unidos | TD Garden                         | Kendrick Lamar                    | 12,889 / 12,889   | $1,099,938      |
| 19 de noviembre de 2013  | New York City    | Estados Unidos | Barclays Center                   | Kendrick Lamar                    | 25,062 / 25,062   | $2,349,202      |
| 20 de noviembre de 2013  | New York City    | Estados Unidos | Barclays Center                   | A Tribe Called Quest Busta Rhymes | 25,062 / 25,062   | $2,349,202      |
| 21 de noviembre de 2013  | Washington D. C. | Estados Unidos | Verizon Center                    | Kendrick Lamar                    | 11,184 / 11,184   | $977,137        |
| 23 de noviembre de 2013  | New York City    | Estados Unidos | Madison Square Garden             | Kendrick Lamar                    | 28,919 / 28,919   | $3,090,091      |
| 24 de noviembre de 2013  | New York City    | Estados Unidos | Madison Square Garden             | A Tribe Called Quest              | 28,919 / 28,919   | $3,090,091      |
| 27 de noviembre de 2013  | Nashville        | Estados Unidos | Bridgestone Arena                 | Kendrick Lamar                    | n/a               | n/a             |
| 29 de noviembre de 2013  | Miami            | Estados Unidos | American Airlines Arena           | Kendrick Lamar                    | 13,153 / 13,153   | $1,164,782      |
| 30 de noviembre de 2013  | Tampa            | Estados Unidos | Tampa Bay Times Forum             | Kendrick Lamar                    | n/a               | n/a             |
| 1 de diciembre de 2013   | Atlanta          | Estados Unidos | Philips Arena                     | Kendrick Lamar                    | 9,620 / 9,620     | $820,931        |
| 3 de diciembre de 2013   | Kansas City      | Estados Unidos | Sprint Center                     | Kendrick Lamar                    | rowspan="2" n/a   | rowspan="2" n/a |
| 5 de diciembre de 2013   | New Orleans      | Estados Unidos | New Orleans Arena                 | Kendrick Lamar                    |                   |                 |
| 6 de diciembre de 2013   | Dallas           | Estados Unidos | American Airlines Center          | Kendrick Lamar                    | 9,539 / 9,539     | $870,531        |
| 7 de diciembre de 2013   | Houston          | Estados Unidos | Toyota Center                     | Kendrick Lamar                    | 9,742 / 9,742     | $884,134        |
| 8 de diciembre de 2013   | San Antonio      | Estados Unidos | AT&T Center                       | Kendrick Lamar                    | 6,396 / 9,429     | $500,280        |
| 10 de diciembre de 2013  | Phoenix          | Estados Unidos | US Airways Center                 | Kendrick Lamar                    | n/a               | n/a             |
| 13 de diciembre de 2013  | Anaheim          | Estados Unidos | Honda Center                      | Kendrick Lamar                    | 12,503 / 12,503   | $940,846        |
| 17 de diciembre de 2013  | Chicago          | Estados Unidos | United Center                     | Kendrick Lamar                    | 30,010 / 30,010   | $2,687,476      |
| 18 de diciembre de 2013  | Chicago          | Estados Unidos | United Center                     | Kendrick Lamar                    | 30,010 / 30,010   | $2,687,476      |
| 19 de diciembre de 2013  | Detroit          | Estados Unidos | The Palace of Auburn Hills        | Kendrick Lamar                    | 11,228 / 11,228   | $832,947        |
| 22 de diciembre de 2013  | Toronto          | Canadá         | Air Canada Centre                 | Kendrick Lamar                    | 31,386 / 31,386   | $2,951,864      |
| 23 de diciembre de 2013  | Toronto          | Canadá         | Air Canada Centre                 | Kendrick Lamar Drake              | 31,386 / 31,386   | $2,951,864      |
| 13 de febrero de 2014    | University Park  | United States  | Bryce Jordan Center               | rowspan="9" n/a                   | rowspan="2" n/a   | rowspan="2" n/a |
| 14 de febrero de 2014    | Baltimore        | United States  | Baltimore Arena                   |                                   |                   |                 |
| 15 de febrero de 2014    | Newark           | United States  | Prudential Center                 | 9,342 / 9,342                     | $537,668          |                 |
| 17 de febrero de 2014    | Montreal         | Canadá         | Bell Centre                       | 6,173 / 7,437                     | $504,130          |                 |
| 18 de febrero de 2014    | Hamilton         | Canadá         | Copps Coliseum                    | n/a                               | n/a               |                 |
| 19 de febrero de 2014    | Albany           | United States  | Times Union Center                | 5,450 / 13,377                    | $404,697          |                 |
| 21 de febrero de 2014    | Uncasville       | United States  | Mohegan Sun Arena                 | 5,467 / 6,826                     | $536,703          |                 |
| 22 de febrero de 2014    | Atlantic City    | United States  | Boardwalk Hall                    | 7,789 / 10,018                    | $507,157          |                 |
| 23 de febrero de 2014    | Uniondale        | United States  | Nassau Veterans Memorial Coliseum | n/a                               | n/a               |                 |
| Australia                |                  |                |                                   |                                   |                   |                 |
| 5 de septiembre de 2014  | Perth            | Australia      | Perth Arena                       | Pusha T                           | 12,902 / 12,902   | $1,421,860      |
| 7 de septiembre de 2014  | Adelaide         | Australia      | Adelaide Entertainment Centre     | Pusha T                           | n/a               | n/a             |
| 9 de septiembre de 2014  | Melbourne        | Australia      | Rod Laver Arena                   | Pusha T                           | 22,635 / 22,635   | $2,557,370      |
| 10 de septiembre de 2014 | Melbourne        | Australia      | Rod Laver Arena                   | Pusha T                           | 22,635 / 22,635   | $2,557,370      |
| 12 de septiembre de 2014 | Sídney           | Australia      | Qantas Credit Union Arena         | Pusha T                           | 22,159 / 22,159   | $2,426,320      |
| 13 de septiembre de 2014 | Sídney           | Australia      | Qantas Credit Union Arena         | Pusha T                           | 22,159 / 22,159   | $2,426,320      |
| 15 de septiembre de 2014 | Brisbane         | Australia      | Brisbane Entertainment Centre     | Pusha T                           | 10,256 / 10,256   | $1,119,370      |
| Total                    | Total            | Total          | Total                             | Total                             | 377,625 / 391,208 | $34,721,993     |